# 湖南省宪法

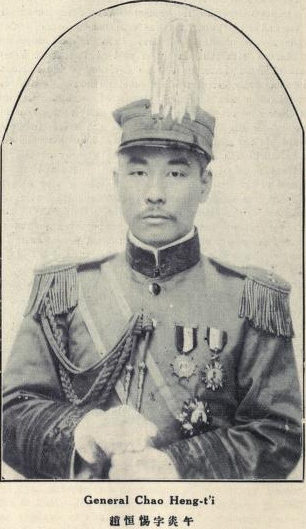
依据《湖南省宪法》选出的首位湖南省省长赵恒惕

湖南省宪法是湖南历史上的一部宪法文件，为中华民国湖南省宪法。于1921年3月20日至1921年4月20日由包括王正廷在内的湖南省宪起草委员会的13名委员起草，1922年1月1日通过。赵恒惕为该宪法下选出的首位湖南省省长。

## 委员会
民国十年（1921年），湖南制定省自治根本法筹备处按照“首重学识经验，无偏无党，超出政潮之外”的标准，再根据熊希龄、范源濂等人推荐和赵恒惕提名，聘请以李剑农为主席的13人组成湖南省宪起草委员会起草省宪，各委员详情列下。其委员有四个特点：多有留学经历、知名学府高学历、年富力强、湘籍为主。1921年3月20日，自治法起草会议在岳麓书院举行开幕典礼，全省三百余军政农工商学各界人士莅会，其后13名委员闭门谢客，在岳麓书院起草了《湖南省宪法》。
| 序号 | 姓名   | 籍贯     | 年龄 | 留学       | 院校                                               | 曾任                                                                   |
| ---- | ------ | -------- | ---- | ---------- | -------------------------------------------------- | ---------------------------------------------------------------------- |
| 1    | 李剑农 | 湖南邵阳 | 41   | 日本、英国 | 早稻田大学、伦敦政经学院                           | 《太平洋》杂志编辑、汉口明德大学教授                                   |
| 2    | 王毓祥 | 湖南衡阳 | 34   | 美国       | 芝加哥大学学士、纽约大学硕士                       | 南京高等师范教员、南京暨南商科大学主任                                 |
| 3    | 王正廷 | 浙江奉化 | 39   | 美国       | 北洋大学、耶鲁大学博士                             | 参议院副议长、工商部次长                                               |
| 4    | 蒋百里 | 浙江海宁 | 40   | 日本、德国 | 日本陆军士官学校、德国陆军大学                     | 保定陆军军官学校校长                                                   |
| 5    | 彭允彝 | 湖南湘潭 | 43   | 日本       | 长沙明德学堂、警监学校、早稻田大学                 | 众议院委员长、民国大学校长                                             |
| 6    | 石陶钧 | 湖南邵阳 | 41   | 日本       | 时务学堂、日本陆军士官学校                         | 中央军事政治学校第三分校校长、湖南省市政厅厅长                         |
| 7    | 向绍轩 | 湖南怀化 | 37   | 英国       | 爱丁堡大学经济学硕士                               | 汉口明德大学副校长                                                     |
| 8    | 陈嘉勋 | 湖南湘阴 | 36   | 美国       | 哥伦比亚大学政治经济硕士及数学博士                 | 上海交通大学训导长、教务长，国民大学教授、文学院长、代校长             |
| 9    | 张声树 | 湖南沅陵 | 36   |            | 京师法政学堂                                       | 福建高等检察厅检察长、厦门地方检察厅检察长、湖南公立法政专门学校教授   |
| 10   | 黄士衡 | 湖南郴县 | 32   | 美国       | 埃阿瓦大学文学学士、哥伦比亚大学历史学和政治学硕士 | 成都高等师范学校文史系主任、上海南方大学教授、湖南商业专门学校校长     |
| 11   | 董维健 | 湖南桃源 | 31   | 美国       | 湖南省立高等工业大学、哥伦比亚大学经济学博士       | 国立武昌高等师范学校、国立武昌高等商科学校和湖南省立高等工业学校任教授 |
| 12   | 唐德昌 | 湖南零陵 | 33   | 美国       | 伊利诺大学政治经济学士、哥伦比亚大学政治经济硕士   |                                                                        |
| 13   | 皮宗石 | 湖南长沙 | 34   | 日本       | 东京帝国大学、伦敦大学经济硕士                     | 长沙政法专门学校教员、北京大学教授兼图书馆长                           |

## 反响与评价
知名法律学者张千帆认为这是一部相当进步的憲法，一部具有联邦性质宪法，也是各省中唯一施行的憲法。湖南憲法的成功，引得各省效仿湖南省，開始制訂自己的憲法。「由於國家憲法缺失，湖南省憲首先規定了省與中央之間的權限。」
《湖南省宪法》的出台表明在中華民國北洋政府和中國國民黨廣州政府軍事衝突的背景下，湖南本土對於外地軍閥在湖南長期混戰的普遍不滿，自治呼聲高漲。在民眾的呼聲和地方士紳的努力下，湖南制宪达到相当高的水平，美国驻长沙领事Carl D. Meinhardt曾評價到：「湖南有了这部宪法，從此就是中国最进步的一省。」 